# أدوات مدرسية
الأدوات المدرسية هي عبارة عن الأدوات والأجهزة الصغيرة التي يستخدمها الطلاب بوجه عام (وخاصة طلاب مرحلة التعليم الابتدائي والثانوي) في دراستهم. ولا يقتصر استخدام المصطلح على الأدوات القِرطاسية (stationery) بل يشمل أيضًا الآلات الحاسبة للجيب والبَراجِل والمناقِل وعلب الغذاء وما يماثلها.